# Jesús Arellano
José de Jesús Arellano Alcocer (Monterrey, 8 de maio de 1973) é um ex-futebolista mexicano.

## Carreira
Ele representou a Seleção Mexicana de Futebol nas Olimpíadas de 1996.
Antes de assinar contrato com o CF Monterrey, ele tentou a sorte com o Chivas de Guadalajara durante a temporada de 1998. No entanto, Arellano se encontrou com o sucesso com o time "Rayados de Monterrey", ajudando-os a ganhar o campeonato Clausura.

## Seleção Mexicana
Conhecido por sua velocidade, dribles e passes, Arellano teve um importante papel para a Seleção Mexicana de Futebol por muitos anos e liderou seu país a vitória em várias ocasiões. Ele foi um dos jogadores responsáveis pela campanha do time mexicano na Copa do Mundo de 1998. Conhecido como o "Super Substituto", Arellano entrou em jogo nos últimos minutos da partida, pelo ex-técnico mexicano Manuel Lapuente, ajudando o México a sair de situações quase impossíveis.
Na Copa do Mundo de 2002, Arellano não teve boas apresentações. Ele estava entre os onze que começaram o jogo por três partidas, onde ajudou seu país a chegar as oitavas de final do campeonato. No total, jogou 66 jogos pelo México e foi um dos 23 convocados pelo técnico Ricardo Lavolpe, jogando na Copa do Mundo de 2006. Arellano jogou apenas uma partida e só apareceu na segunda metade do jogo como substituto no empate de 0-0, contra Angola.

## Títulos
Seleção Mexicana
- Copa das Confederações: 1999

## Prêmios Individuais
Seleção Mexicana
- Copa Ouro da CONCACAF: 2003 - BEST XI